# 여주 박씨
여주 박씨(驪州朴氏)는 경기도 여주시를 본관으로 하는 한국의 성씨이다.

## 역사
시조(始祖) 박지석(朴之碩)은 신라 경명왕(景明王)의 맏아들인 밀성대군(密城大君)의 20세손이라고 한다. 고려조(高麗朝)에 문과(文科) 급제 후 중훈대부(中訓大夫)에 이르렀으며 벼슬은 사재감부정(司宰監副正)을 지냈다고 한다.
여주 박씨는 조선시대 문과 급제자 1명을 배출하였다.

## 현대 인물
- 박진 : 제40대 외교부 장관.